# Canal City Hakata

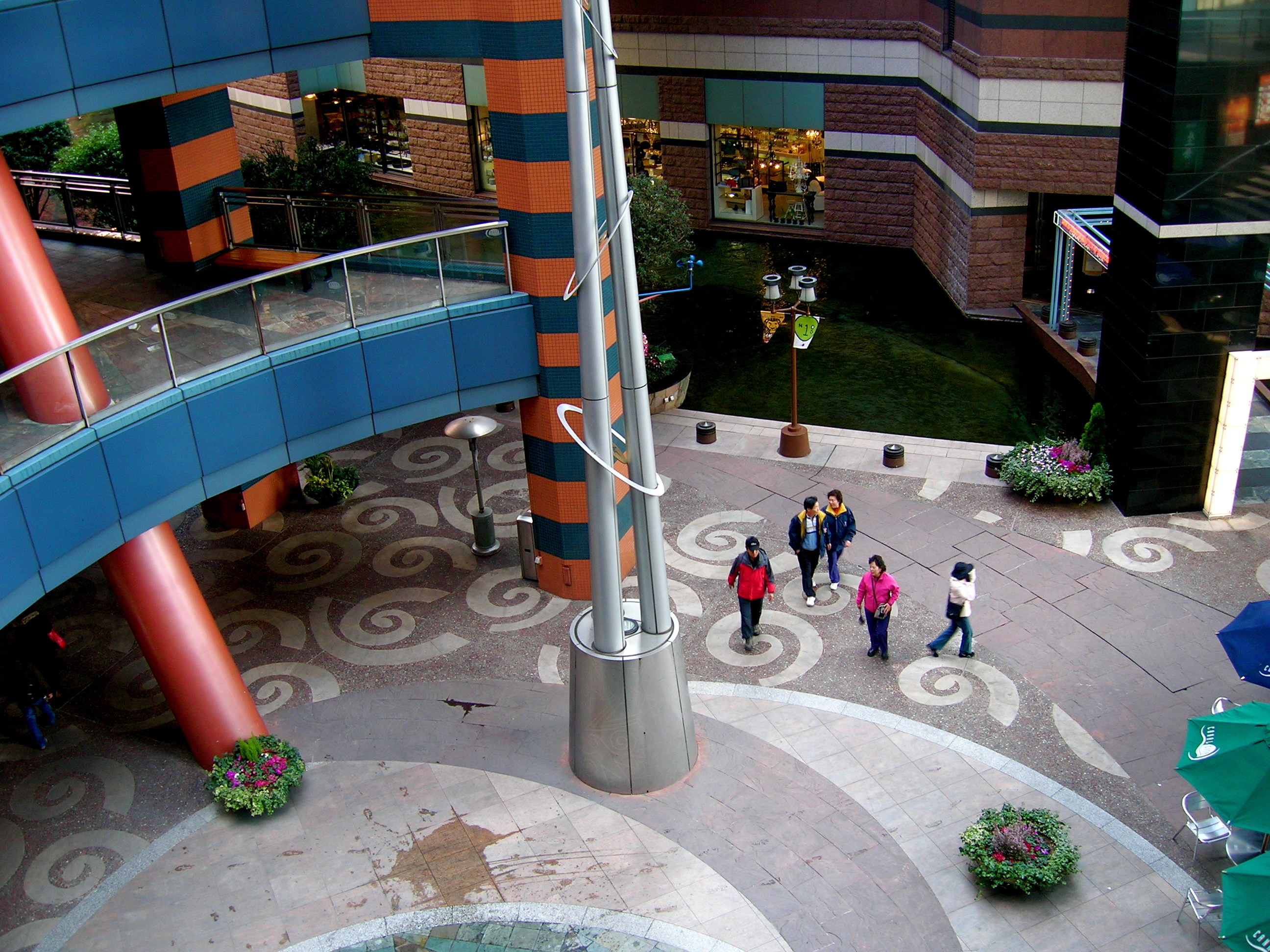
Los remolinos dominan el diseño del Canal de la ciudad de Hakata

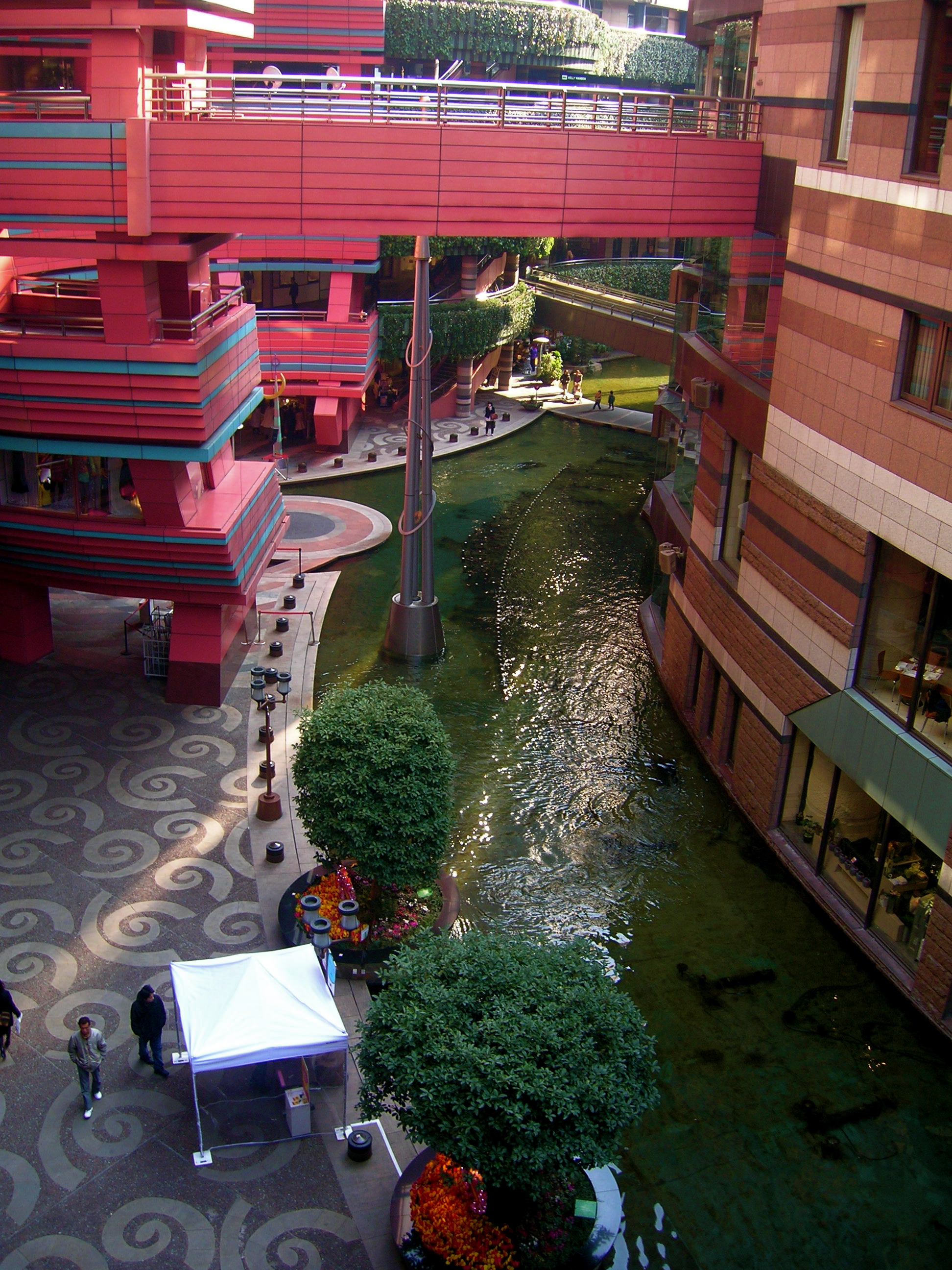
Una piscina estrecha corre a lo largo del Canal

Canal City Hakata o el Canal de la ciudad de Hakata es un gran complejo de tiendas y locales de entretenimiento en la ciudad de Fukuoka, Japón. Llamado también "la ciudad dentro de la ciudad", incluye numerosas atracciones como cafés, restaurantes, locales de juegos, cines, hoteles y un canal, el cual corre a través del complejo.
Localizado junto al distrito de entretenimiento de Fukuoka y el núcleo comercial de la ciudad, el canal se ha convertido en un importante centro de atracciones turísticas y comerciales de gran éxito para Fukuoka. Es una de las mayores inversiones de desarrollo privado de Japón (1.4 billones de dólares para 234,460 m²). Está construido con un estilo distintivo de fantasía, con muchas curvas y fuentes con esculturas, para crear una atmósferasimilar a un oasis lejos del resto de la ciudad.
El canal está a aproximadamente a 10-15 minutos de la Estación Hakata y de la Estación Tenjin.

## Historia
Con el Canal City, las áreas situadas alrededor del complejo han visto un incremento de éxito también. Los cercanos mercados que se encontraban en decrecimiento y con pocas ventas comenzaron a reconstruir y crear tiendas por la gran afluencia de público al canal, por lo que esto trajo un beneficio económico.